# Narcine lasti
Narcine lasti är en rockeart som beskrevs av Carvalho och Bernard Séret 2002. Narcine lasti ingår i släktet Narcine och familjen Narcinidae. IUCN kategoriserar arten globalt som livskraftig. Inga underarter finns listade i Catalogue of Life.